# Aloe angelica
Aloe angelica ist eine Pflanzenart der Gattung der Aloen in der Unterfamilie der Affodillgewächse (Asphodeloideae). Das Artepitheton angelica ehrt Angelique Wallace, die Ehefrau des ehemaligen Chefingenieurs der South African Railways and Harbours R. C. Wallace.

## Beschreibung

### Vegetative Merkmale
Aloe angelica wächst stammbildend und ist einfach oder verzweigt. Die Stämme erreichen eine Länge von 3 bis 4 Metern und sind in ihrer oberen Hälfte mit den Resten toter Blätter bedeckt. Die schwertförmigen Laubblätter bilden dichte Rosetten. Die jüngsten Blätter sind ausgebreitet, die ältesten stark zurückgeschlagen. Die grüne Blattspreite ist 80 Zentimeter lang und 10 bis 12 Zentimeter breit. Die stechenden, bräunlich roten Zähne am bräunlich roten Blattrand sind 2 bis 3 Millimeter lang und stehen 10 Millimeter voneinander entfernt.

### Blütenstände und Blüten
Der Blütenstand besteht aus bis zu 20 Zweigen und erreicht eine Länge von etwa 100 Zentimeter. Die dicht kopfigen Trauben sind 8 bis 10 Zentimeter lang und 8 bis 10 Zentimeter breit. Die eiförmig-zugespitzten Brakteen weisen eine Länge von 8 bis 10 Millimeter auf und sind 8 bis 10 Millimeter breit. Die bauchigen, grünlich gelben bis gelben Blüten stehen an 25 Millimeter langen Blütenstielen. Die Blüten sind 25 Millimeter lang und an ihrer Basis gerundet. Ihre Mündung ist leicht aufwärts gebogen. Ihre äußeren Perigonblätter sind auf einer Länge von 18 Millimetern nicht miteinander verwachsen. Die Staubblätter und der der Griffel ragen 15 Millimeter aus der Blüte heraus.

### Genetik
Die Chromosomenzahl beträgt {\displaystyle 2n=14}.

## Systematik und Verbreitung
Aloe angelica ist in der südafrikanischen Provinz Limpopo auf felsigen Hängen in Höhen von 500 bis 1700 Metern verbreitet.
Die Erstbeschreibung durch Illtyd Buller Pole-Evans wurde 1934 veröffentlicht.

## Nachweise